# Fulvio Pellegrino Morato
Fulvio Pellegrino Morato est un littérateur italien de la Renaissance.

## Biographie
Né à Mantoue vers la fin du 15e siècle, de parents pauvres, suit la carrière de l’enseignement et enseigne les belles-lettres dans différentes villes. Attiré à Ferrare par le duc d’Este, qui accorde une généreuse protection à tous les savants, il y ouvre une école que s’empresse de fréquenter la jeune noblesse ; mais accusé de partager en secret les hérésies de Luther, il est obligé de quitter cette ville et se retire à Vicence vers 1530. Il passe ensuite à Venise, où sa réputation l’a précédé, et il y reçoit de la plupart des littérateurs un accueil distingué. Cependant les amis qu’il a laissés à Ferrare continuent d’agir en sa faveur et il obtient la permission de revenir en cette ville, où il est de retour en 1538. L’éducation de sa fille (la célèbre Olympia Morata), la culture de la poésie et la société de quelques amis dont il a éprouvé le dévouement, occupent le reste de sa vie, et il meurt en 1547.

## Œuvres
- Il Rimario di tutte le cadentie di Dante e Petrarca, Venise, 1528, in-8° ; réimprimé dans la même ville en 1529, 1533, 1550, et avec des additions en 1565, in-8°. C’est le plus ancien dictionnaire de rimes que l’on connaisse ; sa publication a précédé de quarante-quatre ans celle du Dictionnaire de rimes par Jean Le Fèvre, le premier qui ait paru en français. Morato promet dans sa préface l’Explication des passages les plus obscurs du Dante et de Pétrarque ; mais cet ouvrage n’a pas été terminé.
- Carmina quædam latina, Venise, 1533, in-8°, livre tellement rare qu’il n’a point été connu de Tiraboschi ni des meilleurs bibliographes italiens ;
- Del significato de’ colori e de’ mazzoli, ibid., 1535, 1543, in-8°. C’est une introduction à la science du blason.
- Une Lettre à Olympia sur la prononciation de la langue latine, etc., imprimée dans le recueil des œuvres de sa fille. On conserve en manuscrit à la bibliothèque d’Este ses Commentaires sur le 4e livre de l’Énéide, les Satires d’Horace, l’Oraison pour Archias et la Seconde Philippique de Cicéron, et enfin sur le 1er et le 4e livre des Commentaires sur la guerre des Gaules, de César.